# Gamma-Sekretase-Inhibitor
γ-Sekretase-Inhibitoren sind potenzielle Arzneistoffe, die das Enzym γ-Sekretase hemmen. Als Inhibitoren dieses Enzyms unterdrücken sie die Bildung des in Ablagerungen (Plaques) in Gehirnen von Alzheimer-Patienten vorkommenden β-Amyloid aus dem Amyloid-Precursor-Protein. Darüber hinaus hemmen sie die Funktion der γ-Sekretase bei der Aktivierung von Notch, einem Rezeptor, der an der Steuerung von Zellprozessen beteiligt ist. Mögliche therapeutische Anwendungsgebiete für γ-Sekretase-Inhibitoren sind die Behandlung der Alzheimer-Krankheit und die Krebstherapie. Zahlreiche Nebenwirkungen, die insbesondere den Magen-Darm-Trakt betreffen und auf eine Hemmung von Notch zurückgeführt werden, können jedoch einem zukünftigen therapeutischen Einsatz entgegenstehen. Beispiele für γ-Sekretase-Inhibitoren sind Semagacestat, DAPT, LY 450139 und MK-0752. Einige etablierte Arzneistoffe aus der Familie der nichtsteroidalen Antirheumatika, wie R-Flurbiprofen und Sulindac, hemmen die γ-Sekretase als allosterische Modulatoren.